# Dominique-Antoine Laurelli
Dominique-Antoine Laurelli, né le 2 décembre 1900 à Isolaccio-di-Fiumorbo et mort le 15 janvier 1991 à Paris, est un avocat et homme politique français.

## Biographie

### Famille et origines
Originaire d'Isolaccio di Fiumorbo, en Haute-Corse, il est l'oncle de Marc-Albert Cormier, conseiller consulaire pour l'Ontario et le Manitoba, président de l'UFE de Toronto et responsable UDI pour Toronto, Ottawa et Winnipeg.

### Parcours
Il obtient un doctorat de droit puis s'inscrit au barreau de Paris. Il est ensuite mobilisé en 1939.
Après la guerre, il s'installe à Saint-Pierre-et-Miquelon.
Sous l'étiquette MRP, il est candidat à la députation lors des deux assemblées constituantes, mais est à chaque fois battu par son adversaire, le docteur Henri Debidour. Aux élections législatives de novembre 1946, il est enfin élu, mais le scrutin est invalidé par 227 voix contre 175 pour irrégularités le 22 juillet 1947.
Une élection législative partielle a lieu le 28 septembre 1947, où il l'emporte de nouveau. Sa victoire est validée le 13 novembre suivant. Il s'inscrit alors à la commission de la Marine marchande et des Pêches, à celle des Territoires d'outre-mer, ainsi qu'à la commission supérieure du Crédit maritime mutuel. Il est également nommé juré à la Haute Cour de justice.
Aux élections législatives de 1951 et de 1956, il est battu par Alain Savary.
Il finit par succéder à ce dernier le 10 mai 1959. Il conserve son mandat jusqu'à la fin de la législature, le 9 octobre 1962, date à laquelle il est battu par Albert Briand. Il conteste les résultats du scrutin devant le Conseil constitutionnel, qui rejette son recours le 15 janvier 1963.

## Hommages
Une rue de Saint-Pierre porte le nom de Dominique-Antoine Laurelli.